# Сьерра-де-лас-Кихадас
Сьерра-де-лас-Кихадас  (исп. Parque Nacional Sierra de las Quijadas) — национальный парк, расположенный в центре провинции Сан-Луис, Аргентина. Основан 10 декабря 1991 года для защиты природных объектов, характерных для полузасушливых экорегионов Гран-Чако и Хай-Монте. Площадь парка составляет 73 785 га.
Парк находится в палеонтологической местности, широко известен своей окаменелостью и следами динозавров из Аптского яруса около 120 миллионов лет назад.
По западной границе парка протекает река Десагуадеро.

## Геология

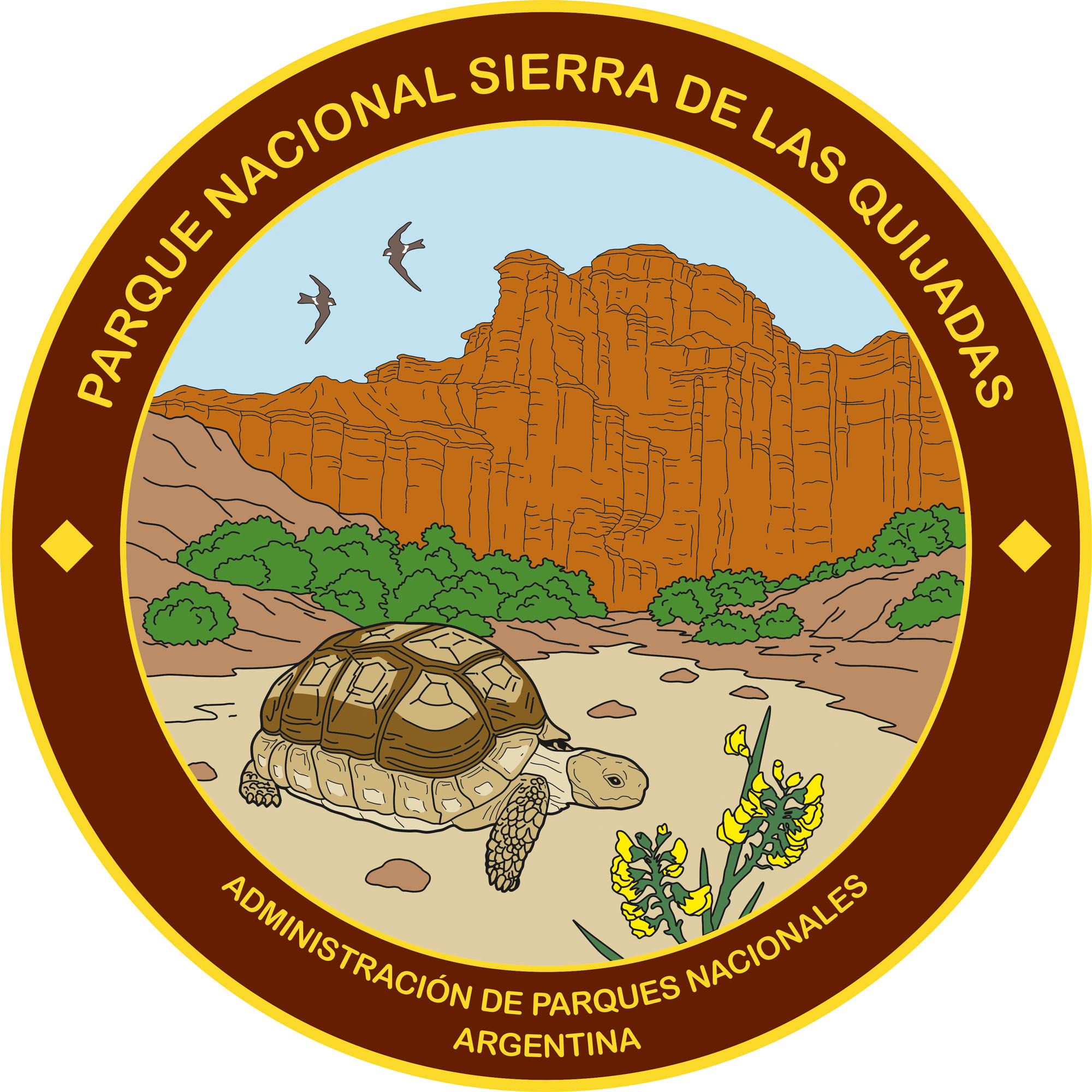
Логотип парка «Сьерра-де-лас-Кихадас»

Сьерра-де-лас-Кихадас расположен в провинции Сан-Луис, поверхность которой состоит из осадочных, метаморфических и магматических горных пород. Ограничен горным хребтом Сьерра-де-Сан-Луис на востоке, в то время как на западе, предположительно, подземно связан с триасовыми породами провинций Мендоса и Сан-Хуан. На севере простирается до города Марайеса. Горные породы имеют антиклинальное строение преимущественно эллиптической формы. Большой разлом простирается в направлении север–юг, субпараллельно течению реки Десагуадеро. Вдоль разлома расположен хребет Кихадас.

### Происхождение
Геологическое происхождение Сьерры-де-лас-Кихадас состоит из трех стадий: уплотнения, поднятия и эрозии. 120 млн лет назад на месте нынешнего парка располагался бассейн осадочных пород, окруженный двумя высокогорьями. Одно из них — Сьерра-де-Сан-Луис. Котловины заполнялись речными и эоловыми отложениями, вымытыми с высокогорья. Этот процесс длился порядка 20 млн лет. Следующие 75 млн лет отсутствуют в геологической летописи и считаются периодом затишья. Во время третичного периода слои, отложившиеся 120—100 млн лет назад, были подняты и уплотнены тектоническими процессами, связанными с образованием Пампинских Сьерр. Подъем начался 25 млн лет назад; процесс всё ещё продолжается, поскольку Южно-Американская плита продолжает смещаться в западном направлении. В то же время эрозия способствовала созданию современных долин и оврагов, таких как Потреро-де-ла-Агуада.

### Образования
В границах парка выявлено пять геологических образований нижнемелового возраста и одно третичного. Меловые слои заполнили бассейн порядка 20 млн лет назад; с тех пор накоплено более 1000 м отложений. Последующие подъём и эрозия позволили этим образованиям выйти на поверхность. Расположенная в долине Потреро-де-ла-Агуада формация Эль-Джуме образовалась 120 млн лет назад. Толщина её отложений составляла порядка 300 метров, а условия их залегания варьировались от речных до эоловых и озёрных. Литологически пласт состоит из чередующихся слоев красного песчаника и глинистого камня. Формации Эль-Тоскаль и Ла-Крус расположены на непосредственной территории парка. Отложившиеся 110 млн лет назад образования составляют основную часть рельефа, образуя скалы и ущелья красного, белого и серого цветов. Породы происходят из отложений рек, которые некогда текли с Сьерра-дель-Десагуадеро. Формация Ла–Крус содержит слой базальтовой лавы, которая извергалась 109,4—107,4 млн лет назад. Формации состоят из слоев конгломерата, песчаника, глины и гипса, которые частично покрыты современной насыпью. Формация Лагарсито, отложившаяся около 100 млн лет назад, находится на восточных склонах гор, постепенно погружаясь в равнину. В формации преобладают глинистые породы с примесью песчаников, которые отложились в системе взаимосвязанных озер. Сан-Рок — самое «молодое» образование, отложившееся 25 млн лет назад. Вместе с формацией Лагарсито оно образует ряд невысоких холмов, разбросанных по всему парку. Состоит из слоев конгломерата, песчаника, глины и гипса, частично покрытых насыпью. Недифференцированные четвертичные отложения состоят как из горных пород, так и из отложений. Последние представляют собой в основном речные пески и эоловые илы, типичные для лёссов пампы. Возраст этих слоев не превышает 1 млн лет. Самые молодые отложения (плейстоцен–голоцен) обнаружены на пойменных равнинах и в водно-болотных угодьях Лагунас-де-Гуанакаче. Они имеют аллювиальное и озерное происхождение.

### Палеонтология

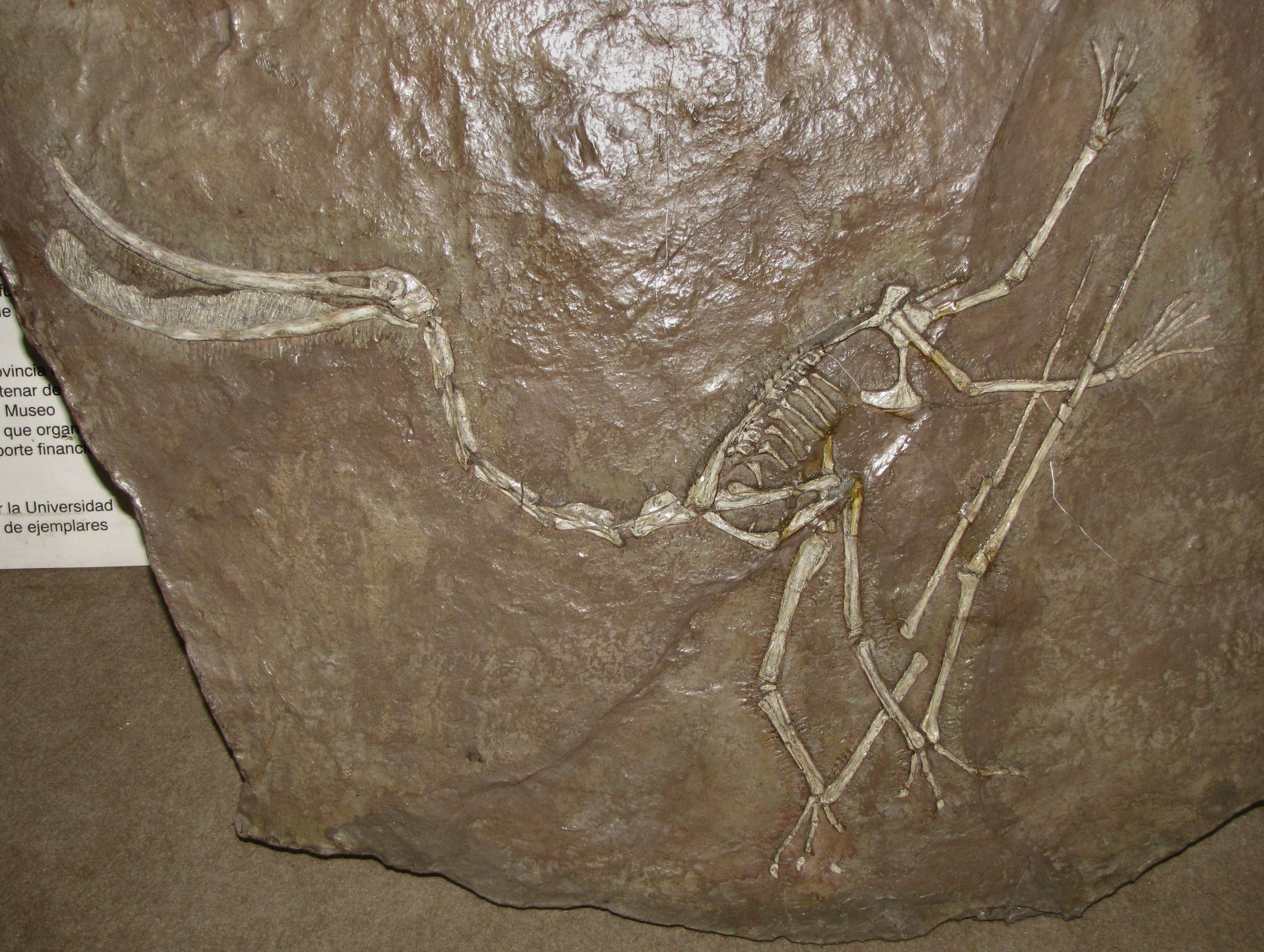
Слепок экземпляра птеродаустро-гуиназуи, обнаруженного в парке (музей естественных наук, Кабальито, Буэнос-Айрес, Аргентина.

В 1960—1970–е годы Хосе Бонапарте впервые обнаружил останки птеродаустро-гуиназуи в формации Лагарсито. С тех пор на месте обнаруженных фоссилий велись интенсивные раскопки, в результате которых были обнаружены многочисленные останки растений и животных, в основном птерозавров; из-за их превосходной сохранности место было классифицировано как лагерштетт.

## Гидрография
Парк имеет ярко выраженную дренажную сеть, образованную ливневыми стоками, из-за чего поверхностные породы подвергаются эрозии. Однако все ручьи пересыхают и несут воду только в сезон дождей. Долина Потреро-де-ла-Агуада является своего рода исключением, поскольку концентрирует дождевую воду в закрытом сооружении и отводит её через единственный канал, который впадает в реку Десагуадеро.
Лагунас-де-Гуанакаче является одним из крупнейших водно-болотных угодий в Куйо; расположен на границе провинций Мендоса, Сан-Хуан и Сан-Луис, примерно в 80 км к северо-востоку от города Мендоса. Изначально система являлась частью более крупного комплекса водно-болотных угодий, питаемого реками Мендоса и Сан-Хуан, который включал озера Ла-Бальсита, Гранде, Дель-Торо, Сильверио, Дель-Росарио, Эль-Порвенир и другие. В настоящее время болотные воды сбрасываются в реку Десагуадеро, способствуя её постоянному стоку.

## Топография
Перепад высот составляет от 500 до 900 м над уровнем моря. Долина реки Десагуадеро находится ниже 500 м, в то время как некоторые вершины выше 900 м: Серро-Эль-Портильо и Серро-Эль-Линдо — 1090 м, Серро-Лос-Вьехос — 920 м. Серрос-де-ла-Агуада и Серрос-де-ла-Видриера приближаются к 850 м. Вся территория разделена на шесть физико-географических единиц: пойма реки Десагуадеро, кольцевая долина Арройо-де-ла-Агуада, степь, предгорья, склоны и вершины. Формирование ландшафта в регионе происходит главным образом за счёт эрозии, как водной, так и ветряной.

## Климат
Экотон провинции Сан-Луис расположен к западу от изогиеты 400 мм и занимает около 800 000 га. Климат региона полузасушливый, характеризуется резкими колебаниями температуры, как сезонными, так и суточными. Среднегодовая максимальная температура составляет 24,4 °C, а минимальная — 10,7 °C. Среднегодовая температура составляет 13,7 °C. Максимальная среднемесячная температура — 31 °C (январь); минимальная — 3,1 °C (июль). Среднее значение относительной влажности колеблется от 48 % в августе—сентябре до 64% в апреле—июне; среднегодовой показатель составляет 55 %. Осадков выпадает мало; для них характерно неравномерное распределение в течение всего года. Существует два сезона: сухой зимой и влажный с конца весны до начала осени.

## Биоразнообразие
Парк Сьерра–де-лас-Кихадас — единственная охраняемая территория в экотонах Чако—Монте, сохраняющая флору и фауну провинции Сан-Луис.

## Галерея

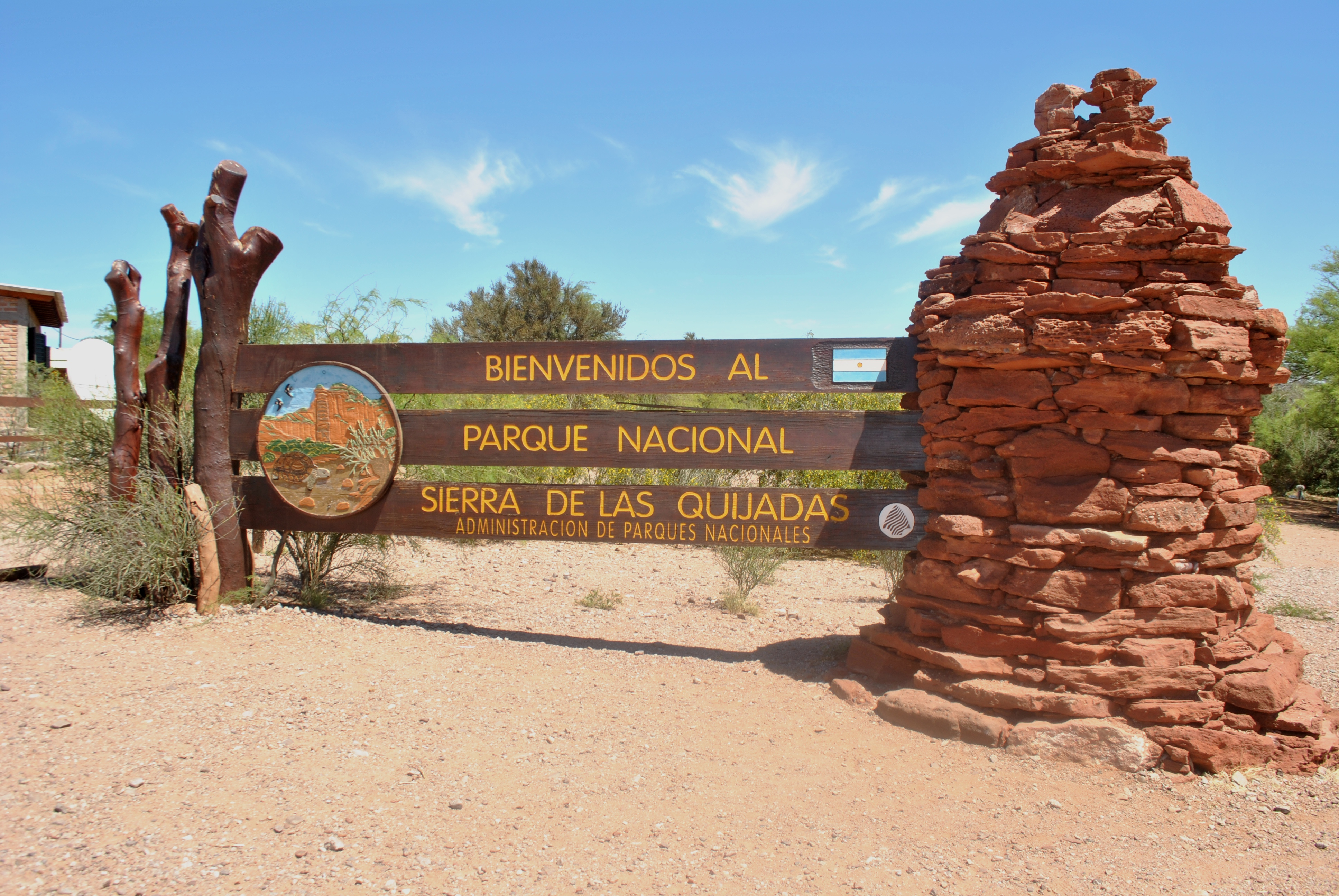
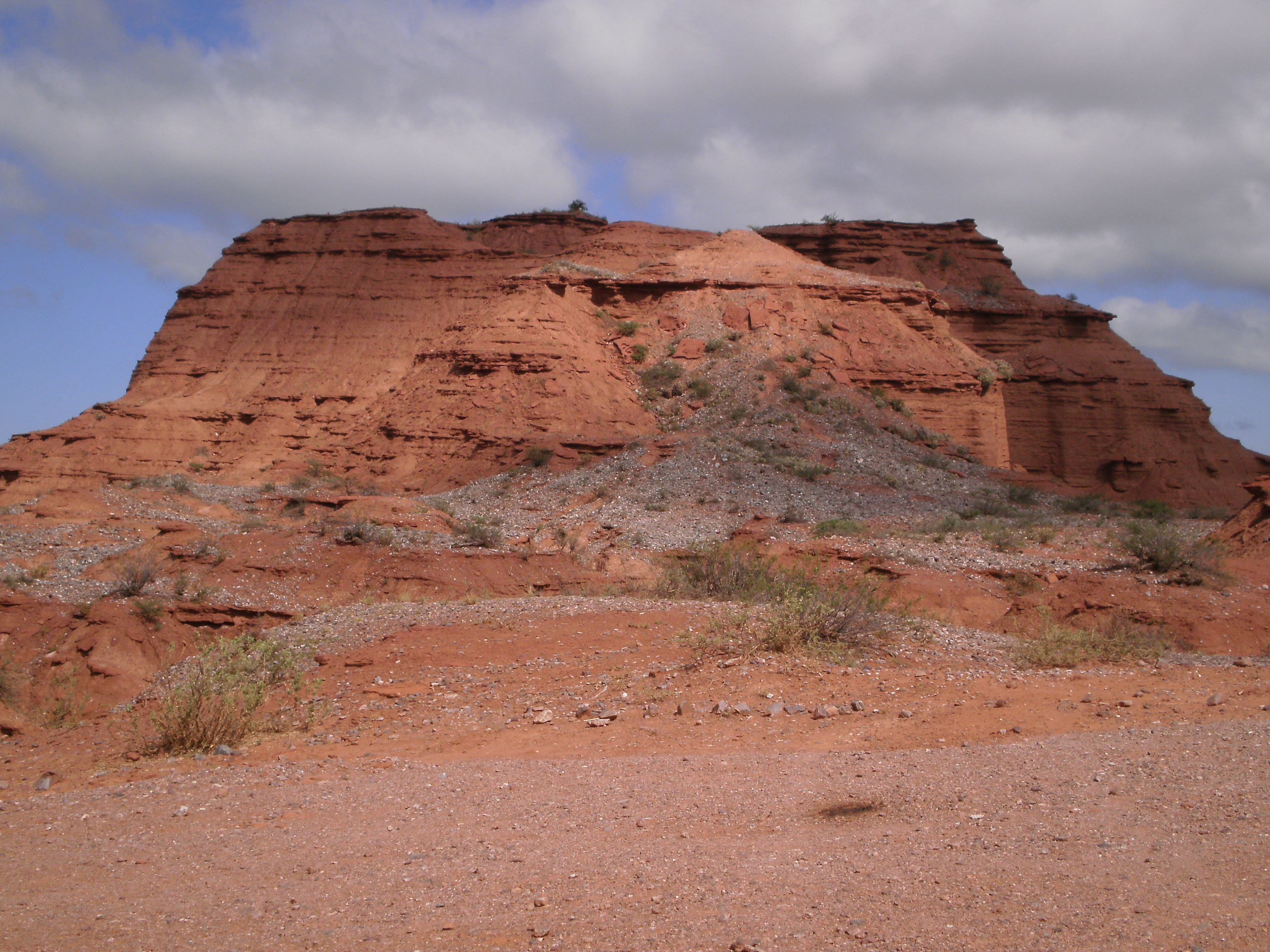
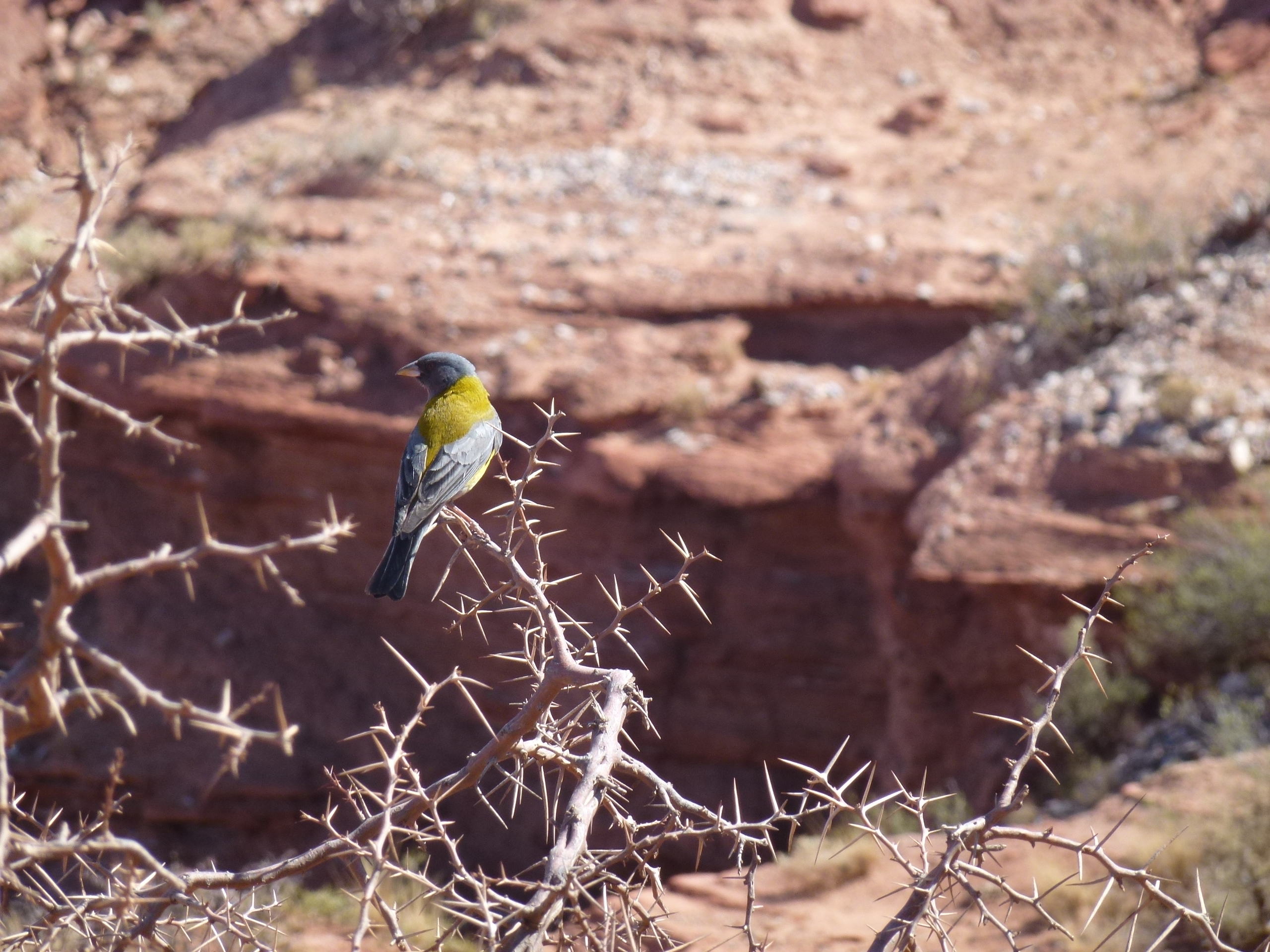
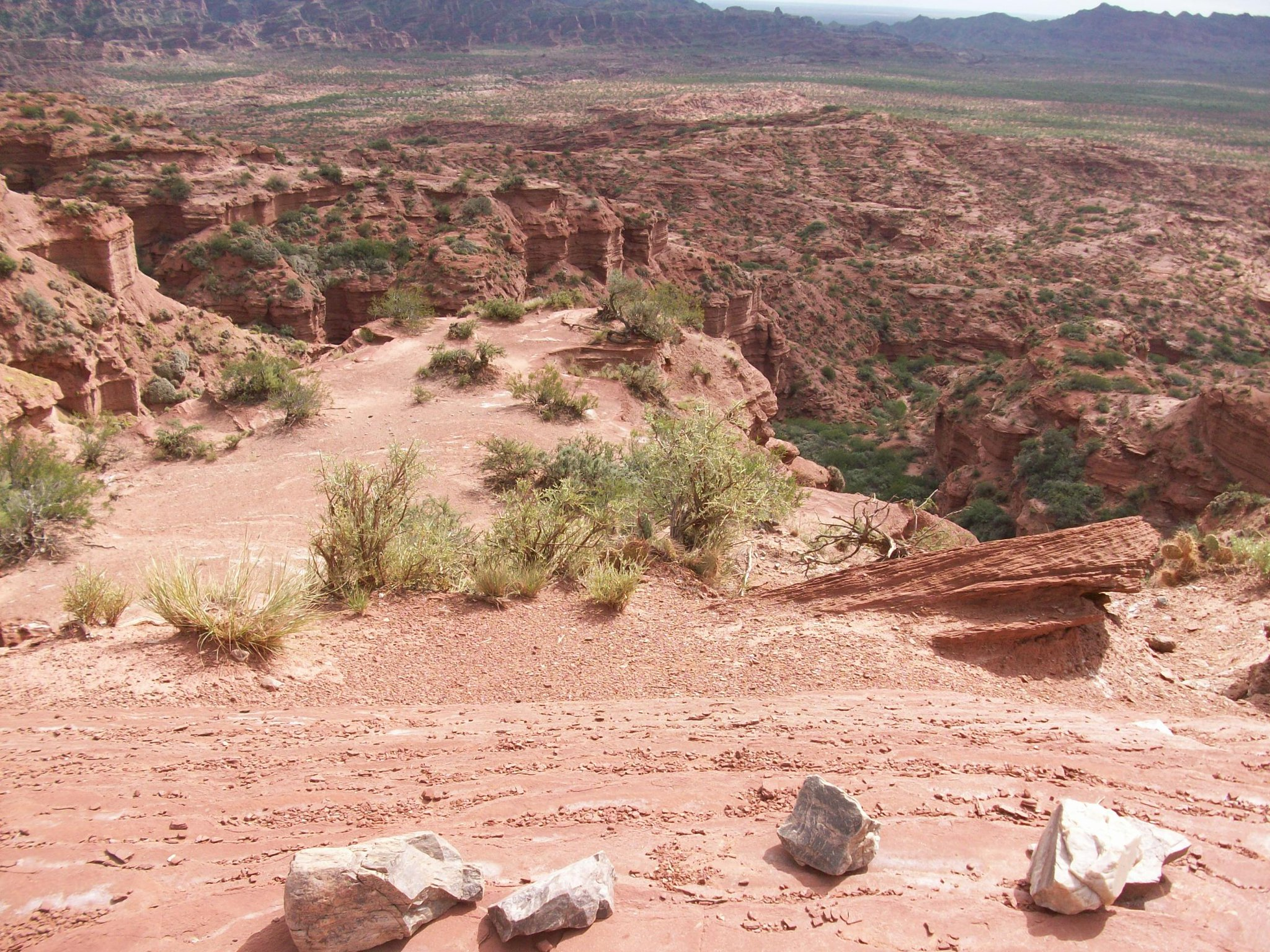
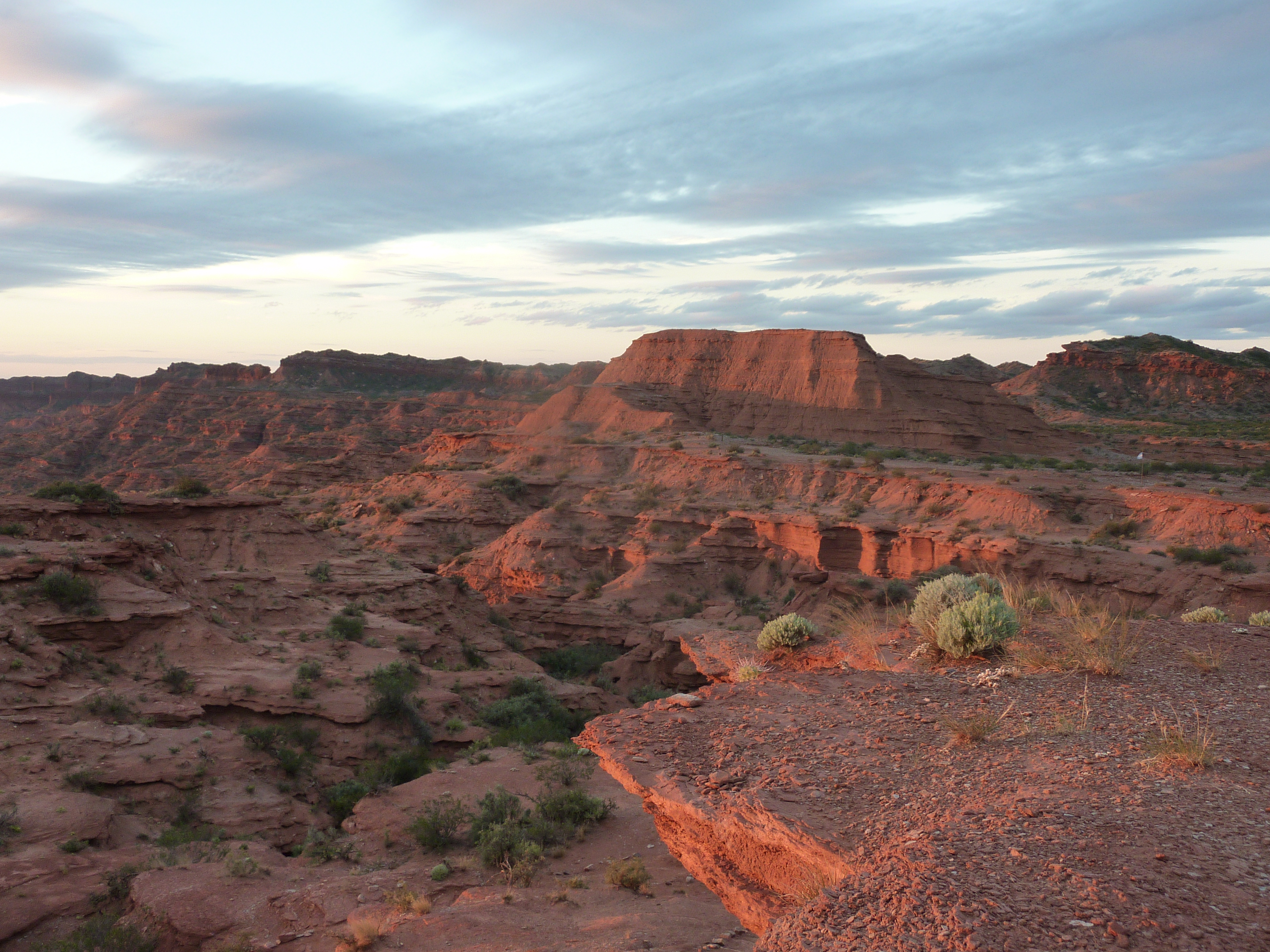
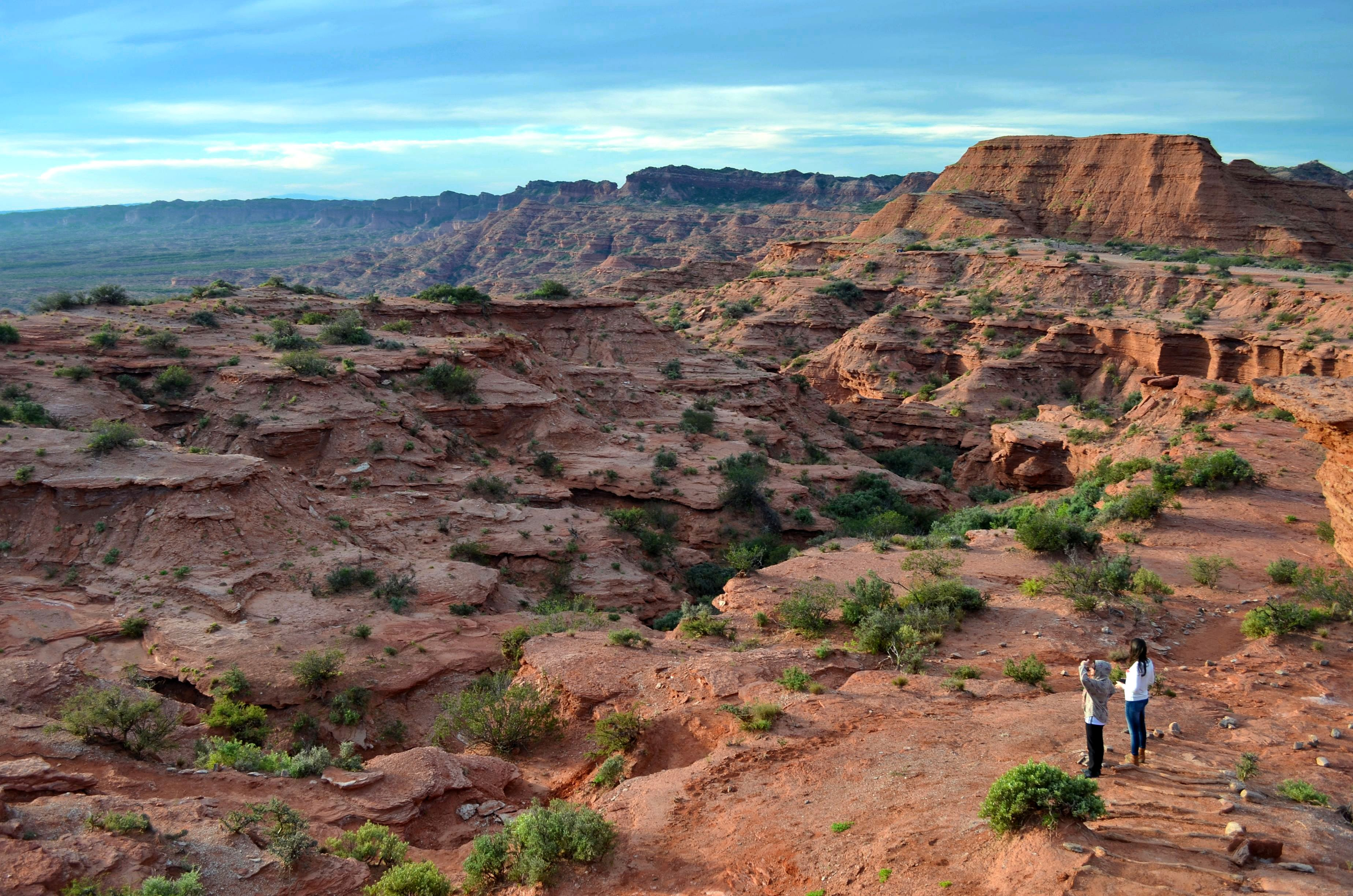
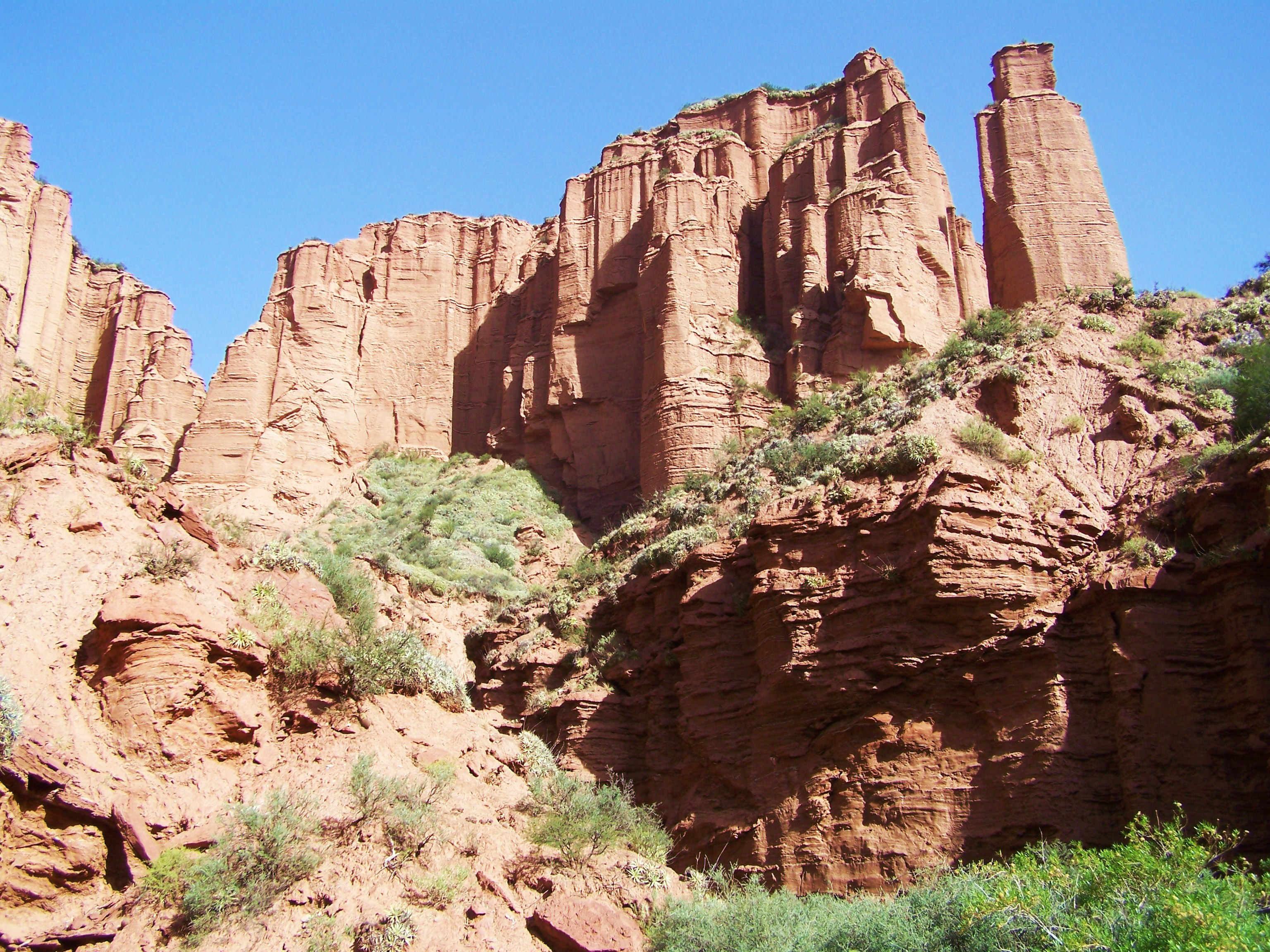

### Флора
На территории парка выявлено 416 видов, в том числе 17 интродуцированных, из которых наиболее заметным является французский тамариск, образующий густые насаждения вдоль ручьёв. Два вида — Senecio hualtaranensis и Atriplex quixadensis — являются эндемиками парка.

### Фауна
Расположение национального парка в экотонах Чако—Монте предполагает наличие репрезентативных видов обоих биомов. Такие виды, как серый мазама, чакоанская мара, синелобая аратинга и аргентинский удав, сосуществуют с плащеносным броненосцем, бурым галлито и древесной игуаной Дарвина. В парке обитает около 270 видов позвоночных, в том числе четыре интродуцированных.